# Partito Popolare Conservatore (Germania)
Il Partito Popolare Conservatore (in tedesco Konservative Volkspartei), KVP, è stato un partito politico democratico cristiano e conservatore di breve durata, espressione della destra moderata, nella Repubblica di Weimar.

## Storia
Si staccò dal Partito Popolare Nazionale Tedesco (DNVP) alla fine degli anni 1920 a seguito della crescente radicalizzazione di quel partito sotto la guida di Alfred Hugenberg. Le sue figure di spicco erano Kuno von Westarp, il predecessore di Hugenberg come presidente del DNVP, e Gottfried Treviranus, che avrebbe fatto parte del gabinetto di Heinrich Brüning dal 1930 al 1932. Non fu in grado di compiere progressi significativi nelle elezioni successive e il partito non prese parte alle elezioni parlamentari del 1932 (1930: 0,8%) cessando di essere politicamente attivo prima che il Partito Nazionalsocialista Tedesco dei Lavoratori mettesse fuori legge tutti gli altri partiti in Germania e stabilisse una dittatura.